# Renovo
Renovo és una població dels Estats Units a l'estat de Pennsilvània. Segons el cens del 2000 tenia 1.318 habitants.

## Demografia
Segons el cens del 2000, Renovo tenia 1.318 habitants, 593 habitatges, i 333 famílies. La densitat de població era de 438,7 habitants/km².
Dels 593 habitatges en un 29% hi vivien nens de menys de 18 anys, en un 35,4% hi vivien parelles casades, en un 15% dones solteres, i en un 43,7% no eren unitats familiars. En el 38,3% dels habitatges hi vivien persones soles el 21,8% de les quals corresponia a persones de 65 anys o més que vivien soles. El nombre mitjà de persones vivint en cada habitatge era de 2,22 i el nombre mitjà de persones que vivien en cada família era de 2,94.
Per edats la població es repartia de la següent manera: un 25,9% tenia menys de 18 anys, un 8% entre 18 i 24, un 24,3% entre 25 i 44, un 21,9% de 45 a 60 i un 20% 65 anys o més.
L'edat mediana era de 40 anys. Per cada 100 dones de 18 o més anys hi havia 87,7 homes.
La renda mediana per habitatge era de 18.636 $ i la renda mediana per família de 23.854 $. Els homes tenien una renda mediana de 26.328 $ mentre que les dones 16.429 $. La renda per capita de la població era d'11.709 $. Entorn del 25,7% de les famílies i el 30,2% de la població estaven per davall del llindar de pobresa.

## Poblacions més properes
El següent diagrama mostra les poblacions més properes.